# Richard Edmund Lyng

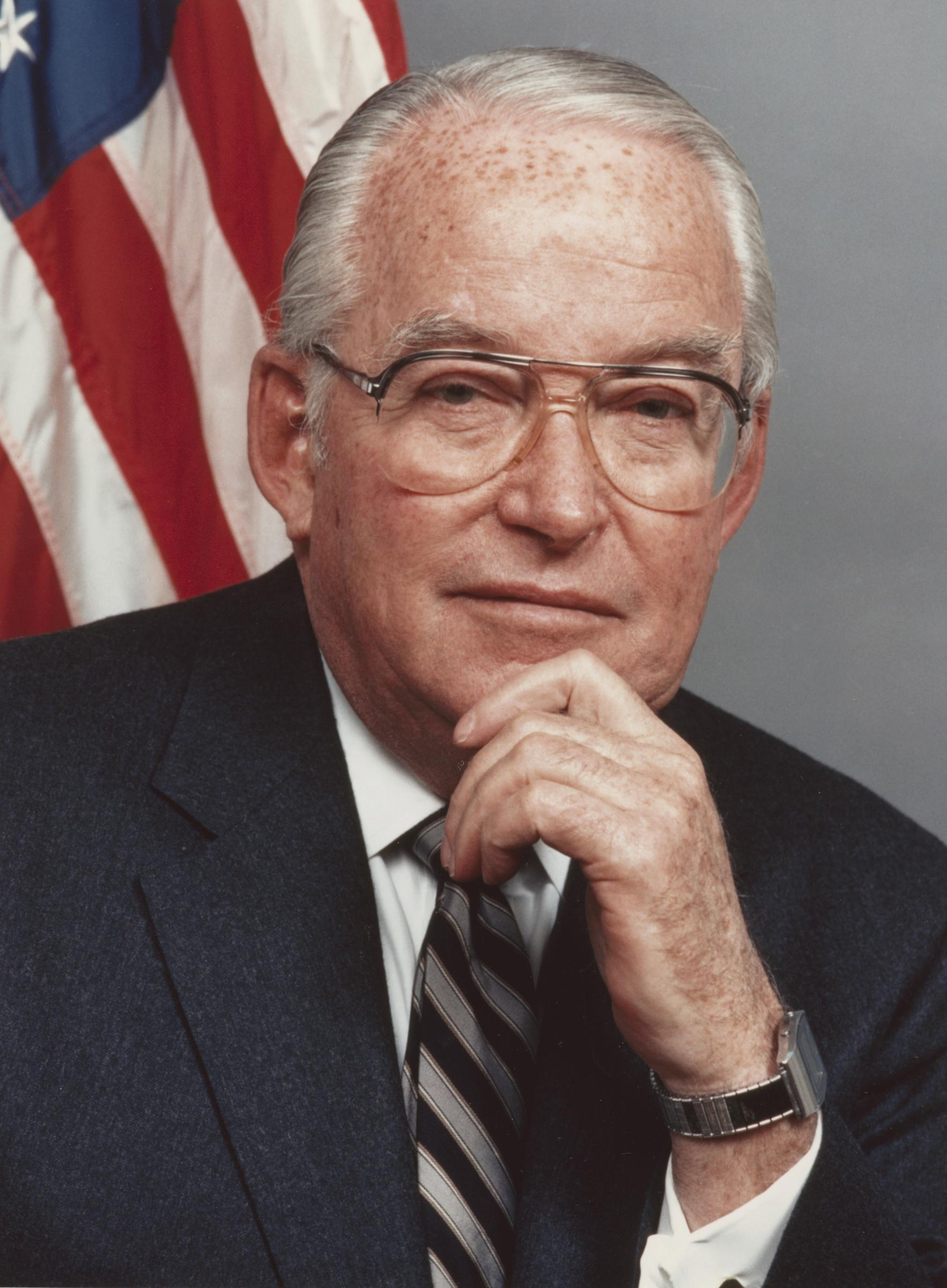
Richard Edmund Lyng

Richard Edmund Lyng (* 29. Juni 1918 in San Francisco, Kalifornien; † 1. Februar 2003 in Modesto, Kalifornien) war ein US-amerikanischer Politiker (Republikanische Partei), der dem Kabinett von US-Präsident Ronald Reagan als Landwirtschaftsminister angehörte.

## Leben und Beruf
Lyng machte 1940 seinen Bachelor-Abschluss an der University of Notre Dame in Indiana. Danach kehrte er in seine kalifornische Heimat zurück, wo er im Saatgutbetrieb seines Vaters arbeitete. Während des Zweiten Weltkrieges diente er in der US Army und nahm an Schlachten im Pazifik teil. Im Jahr 1945 schied er im Rang eines Lieutenant Colonel aus der Armee aus.
In Modesto übernahm er 1949 den Posten des Präsidenten im Familienbetrieb, dem er bis 1967 vorstand. 1953 fungierte er zudem als Präsident der California Seed Association.

## Politische Laufbahn
Seine einzige Kandidatur für ein öffentliches Amt vollzog Richard Lyng 1966, als er bei der Wahl zum Senat von Kalifornien scheiterte. In der Folge beschränkte er sich darauf, für gewählte Politiker zu arbeiten. So beriet er Ronald Reagan bereits vor dessen Wahl zum Gouverneur von Kalifornien in Agrarfragen; nach Reagans Amtsübernahme im Januar 1967 ernannte dieser Lyng zum stellvertretenden Landwirtschaftsminister in seiner Regierung. Später stieg er zum Leiter der Behörde auf.
Nachdem Richard Nixon 1969 US-Präsident geworden war, diente Lyng in der neuen Administration als stellvertretender Landwirtschaftsminister und war dabei zuständig für Marketing- und Verbraucherangelegenheiten. Auf diesem Posten verblieb er bis zu Nixons Rücktritt 1974. Für dessen Nachfolger Gerald Ford machte er sich im Vorfeld der Präsidentschaftswahl 1976 als Vorsitzender der Interessengruppe Farmers for Ford stark. Auch vier Jahre später war er wieder am Wahlkampf beteiligt und gehörte dem Stab von Ronald Reagan als Direktor der Abteilung für Landwirtschaft und Nahrungsmittel (Farm and food committee) an.
Reagan gewann die Wahl und bedachte Lyng mit dem Posten des stellvertretenden Landwirtschaftsministers. Ihm fiel nun die Aufgabe des Reiselobbyisten (Traveling lobbyist) zu. 1986 schließlich erfolgte die Beförderung zum Minister als Nachfolger von John Rusling Block. Mit dem Ende von Reagans Präsidentschaft im Januar 1989 schied auch Richard Lyng aus der Regierung aus.